# Copa de los Balcanes 1934-35
La Copa de los Balcanes 1934-1935 fue la quinta edición del torneo de fútbol llamado Copa de los Balcanes. Los equipos nacionales de Yugoslavia, Grecia, Bulgaria y Rumania participaron. El ganador del trofeo fue Yugoslavia, mientras que el anfitrión del torneo fue Grecia. Los máximos goleadores fueron Tirnanić y Tomašević (ambos de Yugoslavia) con 3 goles cada uno.

## Clasificación Final
| Team       | Pts | PJ | PG | PE | PP | GF | GC |
| ---------- | --- | -- | -- | -- | -- | -- | -- |
| Yugoslavia | 4   | 3  | 2  | 0  | 1  | 9  | 5  |
| Grecia     | 3   | 3  | 1  | 1  | 1  | 5  | 5  |
| Rumania    | 3   | 3  | 1  | 1  | 1  | 5  | 8  |
| Bulgaria   | 2   | 3  | 1  | 0  | 2  | 7  | 8  |

## Resultados
| 23 de diciembre de 1934 | Grecia                         | 2:1 | Yugoslavia  | Estadio Apostolos Nikolaidis, Atenas, Grecia                     |                                                                  |
|                         | Vazos 39' · Andrianopoulos 67' |     | Sekulić 12' | Asistencia: 18,000 espectadores Árbitro(s): Constantin Rădulescu | Asistencia: 18,000 espectadores Árbitro(s): Constantin Rădulescu |

| 25 de diciembre de 1934 | Bulgaria                     | 3:4 | Yugoslavia                                    | Estadio Apostolos Nikolaidis, Atenas, Grecia                    |                                                                 |
|                         | Peshev 1', 78' · Todorov 23' |     | Sekulić 3' · Tomašević 7' · Tirnanić 28', 48' | Asistencia: 6,000 espectadores Árbitro(s): Sotiris Asprogerakas | Asistencia: 6,000 espectadores Árbitro(s): Sotiris Asprogerakas |

| 27 de diciembre de 1934 | Grecia                           | 2:2 | Rumania               | Estadio Apostolos Nikolaidis, Atenas, Grecia             |                                                          |
|                         | Andrianopoulos 14' · Choumis 75' |     | Dobay 5' · Ciolac 13' | Asistencia: 15,000 espectadores Árbitro(s): Nikola Dosev | Asistencia: 15,000 espectadores Árbitro(s): Nikola Dosev |

| 30 de diciembre de 1934 | Bulgaria         | 2:3 | Rumania                      | Estadio Apostolos Nikolaidis, Atenas, Grecia                    |                                                                 |
|                         | Angelov 44', 51' |     | Bodola 14', 31' · Ciolac 37' | Asistencia: 2,500 espectadores Árbitro(s): Sotiris Asprogerakas | Asistencia: 2,500 espectadores Árbitro(s): Sotiris Asprogerakas |

| 1 de enero de 1935 | Grecia    | 1:2 | Bulgaria                 | Estadio Apostolos Nikolaidis, Atenas, Grecia                |                                                             |
|                    | Vazos 51' |     | Lozanov 44' · Peshev 84' | Asistencia: 20,000 espectadores Árbitro(s): Bora Vasiljević | Asistencia: 20,000 espectadores Árbitro(s): Bora Vasiljević |

| 1 de enero de 1935 | Bulgaria | 0:4 | Yugoslavia                                         | Estadio Apostolos Nikolaidis, Atenas, Grecia                     |                                                                  |
|                    |          |     | Tirnanić 10' · Marjanović 34' · Tomašević 67', 83' | Asistencia: 25,000 espectadores Árbitro(s): Sotiris Asprogerakas | Asistencia: 25,000 espectadores Árbitro(s): Sotiris Asprogerakas |

| Bandera de Yugoslavia |
| Campeón Yugoslavia    |
| Primer título         |

## Goleadores
| Jugador                 | Selección  | Goles |
| ----------------------- | ---------- | ----- |
| Aleksandar Tirnanić     | Yugoslavia | 3     |
| Aleksandar Tomašević    | Yugoslavia | 3     |
| Leonidas Andrianopoulos | Grecia     | 3     |
| Giannis Vazos           | Grecia     | 2     |